# Willy Puchner

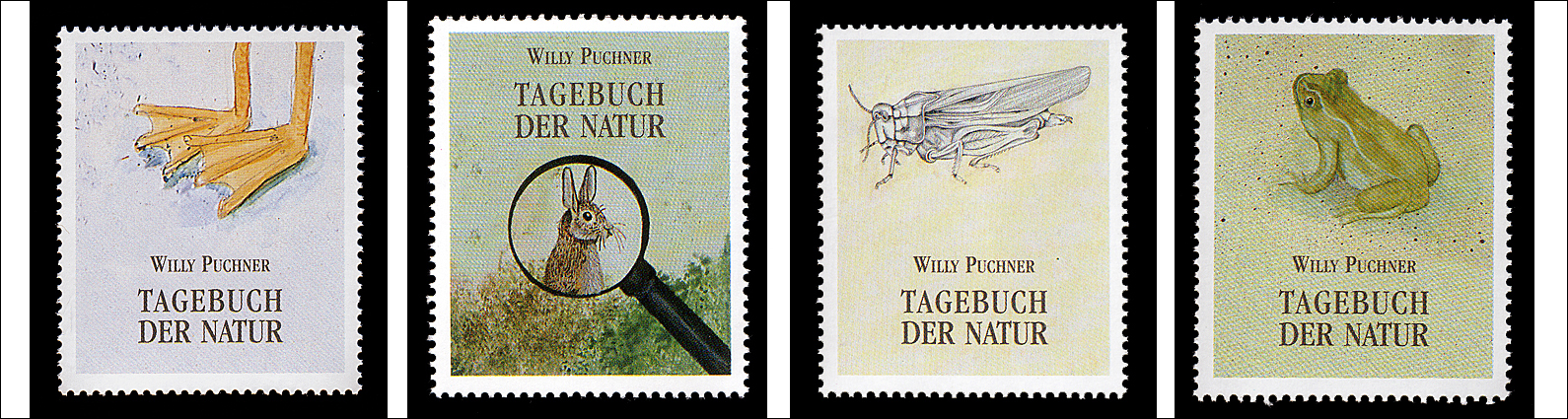
Poštovní známky na návrh W. Puchnera

Willy Puchner (* 15. března 1952 v rakouském Mistelbachu) je rakouský fotograf, umělec, grafik a výtvarník.

## Život
Willy Puchner vyrůstal v dolních Rakousech v Mistelbach an der Zaya.
V letech 1967 až 1974 navštěvoval Vyšší fotografickou školu ve Vídni, obor fotografie. Potom na této škole dva roky vyučoval. Od roku 1978 působil jako fotograf, grafik, umělec a autor na volné noze. Od roku 1983 do 1988 studoval filozofii publicistiku, dějiny a sociologii. V roce 1988 ukončil studium diplomovou prací ze sociální filozofie nazvanou „O soukromé fotografii“.
Od roku 1989 pravidelně spolupracuje s „Wiener Zeitung“. Známým se stal Willy Puchner Projektem „Touha tučňáků“. 
Čtyři roky cestoval se svými figurami tučňáků Joe & Sally z polystyrénu na místa svých i našich tužeb: k moři i na poušť, do New Yorku, Sydney, Pekingu a Paříže, do Benátek, Tokia, Honolulu a Káhiry, aby
je tam zvěčnil. Očima tučňáků objevuje známá, tisíckrát zobrazená místa. Freddy Langer psal o tomto projektu ve Frankfurter Allgemeine
Zeitung: „Nechal je pózovat před známými památkami, jakoby se jednalo o turisty, a fotografoval je. Tak vytvořil snad nejkrásnější album z cest dvacátého století“:
“Touha tučňáků“ .(FAZ z 8.3.2001)
Willy Puchner pracoval hodně se starými lidmi, tak vznikly projekty „90letí”, „Dialog se stářím“, „100letí“ , „Životní osudy a fotografie“ a „Láska ve stáří“.

## Výstavy
- Museum Moderner Kunst, Vídeň
- Künstlerhaus Wien| Künstlerhaus, N. Ö. Galerie, Vídeň
- Museum des 20. Jahrhundert, Vídeň
- Österreichisches Fotomuseum, Bad Ischl
- Steirischer Herbst, Štýrský Hradec
- Berlin, Braunschweig, Brémy, Mnichov
- Norfolk, Washington, (Spojené státy americké)
- Bombaj (Indie), Bejrút (Libanon)
- Tokio, Osaka, Oita, Nagoya, Sapporo

## Dílo
- Bäume, 1980, (s textem od Henry David Thoreau), ISBN 3-85447-271-4
- Zum Abschied, zur Wiederkehr, 1981 (s textem od Hermann Hesse), ISBN 3-206-01222-8
- Gestaltung mit Licht, Form und Farbe, 1981, ISBN 3-87467-207-7
- Bilder österreichischer Städte, (s textem od Harald Sterk), 1982, ISBN 3-217-01262-3
- Strahlender Untergang, (s textem od Christoph Ransmayr), 1982, ISBN 3-85447-006-1
- Andalusien, (s textem od Walter Haubrich), 1983, ISBN 3-7658-0420-7
- Bilder österreichischer Landschaft, (s textem od Harald Sterk), 1983, ISBN 3-217-01189-9
- Die Wolken der Wüste, 1983 (s textem od Manfred Pichler), ISBN 3-89416-150-7
- Dorf-Bilder, 1983, ISBN 3-218-00387-3
- Zugvögel seit jeher, 1983, (s textem od Erich Hackl), ISBN 3-210-24848-6
- Das Herz des Himmels, 1985, (s textem od Erich Hackl), ISBN 3-210-24813-3
- Die Sehnsucht der Pinguine, 1992, ISBN 3-446-17200-9
- Ich bin …, 1997, ISBN 3-7918-2910-6
- Tagebuch der Natur, 2001, ISBN 3-85326-244-9
- Flughafen. Eine eigene Welt, 2003, ISBN 3-85326-277-5
- Die Sehnsucht der Pinguine, pepravcované nové vydání, 2004, ISBN 3-89405-518-9
- Illustriertes Fernweh. Vom Reisen und nach Hause kommen, 2006,.ISBN 3-89405-389-5
- Wien. Vergnügen und Melancholie, 2008, ISBN 3-85033-159-8

## Publikace v Časopisech
- konkret, Stern, Geo (Spolková republika Německo)
- Life (Spojené státy americké),
- Corriere della Sera (Itálie),
- Marco Polo (Japonsko),
- Extrablatt, Falter, Wiener Zeitung, Universum (Rakousko)

### Internetové stránky
- Website Willy Puchner